# Lijst van universiteiten in Israël
Dit is een lijst van (de negen) universiteiten in Israël.
| Nederlandse naam                      | Engelse naam                              | Hebreeuwse naam                | Uitspraak                              | Afkorting | Oprichting | Plaats             | Website        |
| ------------------------------------- | ----------------------------------------- | ------------------------------ | -------------------------------------- | --------- | ---------- | ------------------ | -------------- |
| Bar-Ilan Universiteit                 | Bar-Ilan University                       | אוניברסיטת בר-אילן             | Universitat Bar-Ilan                   | BIU       | 1955       | Ramat Gan          | biu.ac.il      |
| Ben-Gurion Universiteit van de Negev  | Ben-Gurion University of the Negev        | אוניברסיטת בן-גוריון בנגב      | Universitat Ben Gurion Banegev         | BGU       | 1969       | Beër Sjeva         | bgu.ac.il      |
| Hebreeuwse Universiteit van Jeruzalem | Hebrew University of Jerusalem            | האוניברסיטה העברית בירושלים    | ha-Universita ha-Ivrit B'irushalayim   | HUJI      | 1918       | Jeruzalem, Rehovot | huji.ac.il     |
| Open Universiteit van Israël          | Open University of Israel                 | האוניברסיטה הפתוחה             | HaUniversita HaPtukha                  | OPENU     | 1974       | Raänana            | openu.ac.il    |
| Technion                              | Technion – Israel Institute of Technology | הטכניון – מכון טכנולוגי לישראל | haTekhniun — Mkhun tekhnulugi l'Ishral | IIT       | 1912       | Haifa              | technion.ac.il |
| Universiteit van Ariël                | Ariel University                          | אוניברסיטת אריאל               | Universitat Ariël                      | AU        | 1982       | Ariël              | ariel.ac.il    |
| Universiteit van Haifa                | University of Haifa                       | אוניברסיטת חיפה                | Universitat Heifa                      | HU        | 1963       | Haifa              | haifa.ac.il    |
| Universiteit van Tel Aviv             | Tel Aviv University                       | אוניברסיטת תל אביב             | Universitat Tel Aviv                   | TAU       | 1956       | Tel Aviv           | tau.ac.il      |
| Weizmann Instituut van Wetenschappen  | Weizmann Institute of Science             | מכון ויצמן למדע                | Machon Weizmann LeMada                 | WIS       | 1934       | Rehovot            | weizmann.ac.il |